# Jared
Jared  è un nome proprio di persona inglese maschile.

## Varianti
- Maschili: Jarod[1], Jarred[1], Jarrod[1], Jerred[1], Jerrod[1]
  - Ipocoristici: Jay

### Varianti in altre lingue
- Ebraico: יָרֶד (Yared)[1], יֶרֶד (Yered)[1]
- Greco biblico: Ιαρεδ (Iared)[1]
- Latino: Iared[1]

## Origine e diffusione
Deriva dal nome ebraico יָרֶד (Yared) o יֶרֶד (Yered) che vuol dire "discendenza" (significato analogo a quello del nome Leif) o forse "rosa" (affine quindi a Rosa e Rhoda). Si tratta di un nome di tradizione biblica, portato da un discendente di Adamo citato in Gn5:15-20, Iared. 
È in uso nella lingua inglese sin dalla Riforma Protestante, e negli anni 1960 ricevette una nuova spinta grazie al personaggio di Jarrod Barkley, della serie televisiva La grande vallata.

## Onomastico
L'onomastico si può festeggiare il 1º marzo, in memoria del già citato patriarca biblico Iared. La Chiesa ortodossa etiopica e la Chiesa ortodossa copta ricordano inoltre san Yared, musicista etiope, l'11 di Guanbot (mese del calendario etiopico), corrispondente al 19 o al 20 maggio.

## Persone

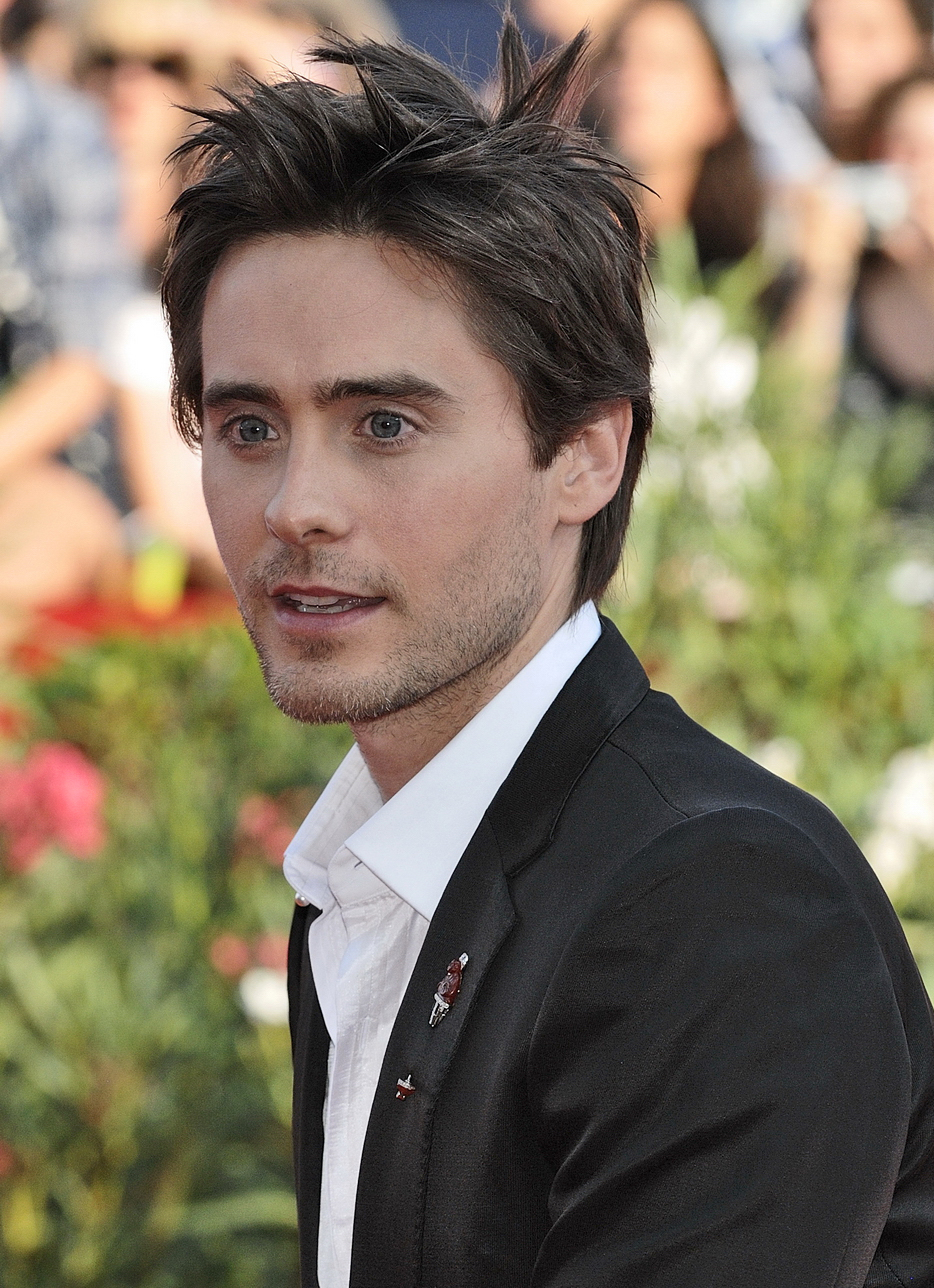
Jared Leto

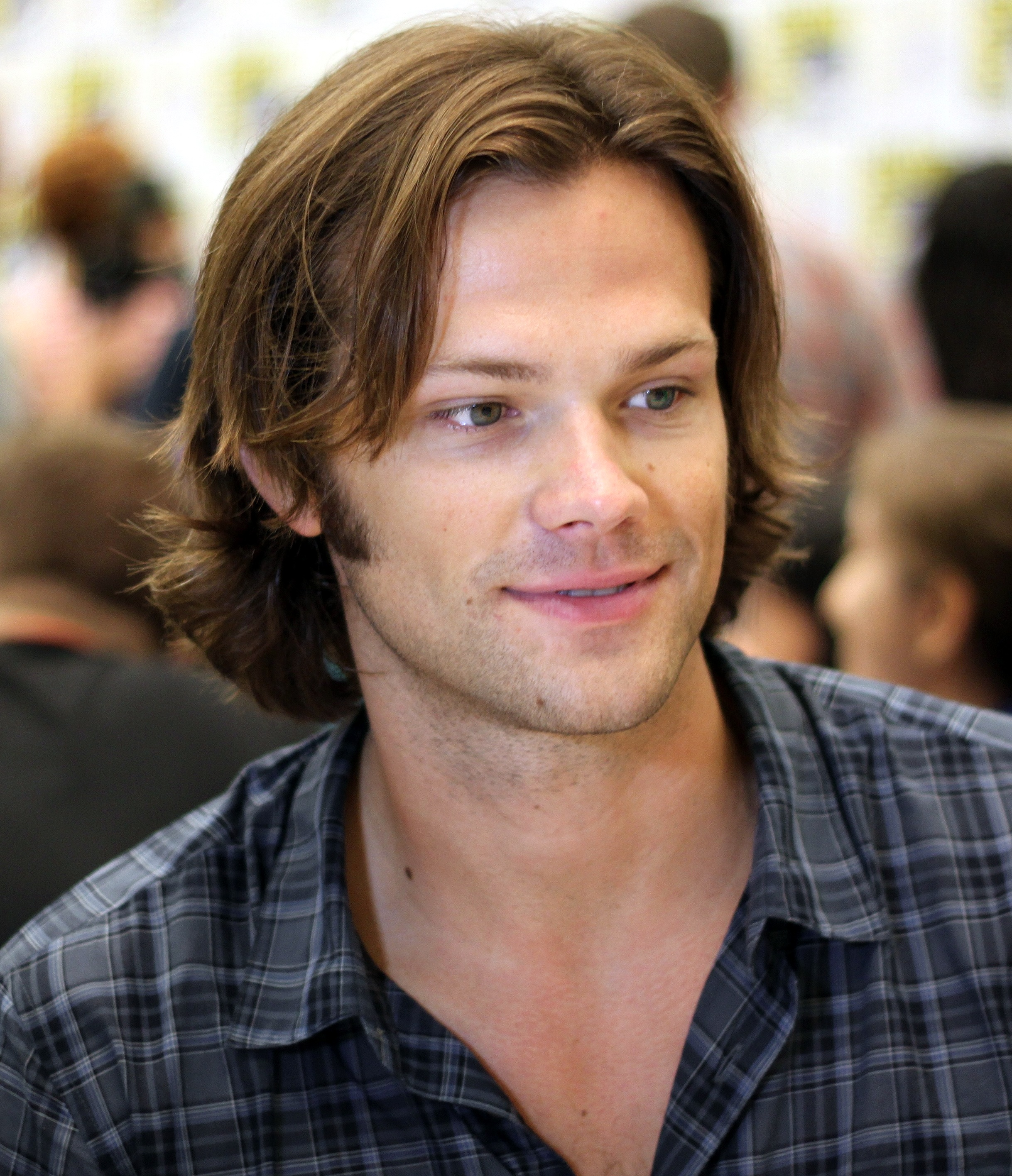
Jared Padalecki

- Jared Anderson, bassista statunitense
- Jared Borgetti, calciatore messicano
- Jared Diamond, biologo e fisiologo statunitense
- Jared Dudley, cestista statunitense
- Jared Harris, attore britannico
- Jared Hodgkiss, calciatore britannico
- Jared Homan, cestista statunitense naturalizzato bulgaro
- Jared Jeffrey, calciatore statunitense
- Jared Jeffries, cestista statunitense
- Jared Jordan, cestista statunitense
- Jared Leto, attore, cantautore, chitarrista e regista statunitense
- Jared Martin, attore statunitense
- Jared Odrick, giocatore di football americano statunitense
- Jared Padalecki, attore statunitense
- Jared Polis, politico, imprenditore e filantropo statunitense
- Jared Prickett, cestista statunitense
- Jared Reiner, cestista statunitense
- Jared Rushton, attore statunitense
- Jared Tallent, atleta australiano
- Jared Veldheer, giocatore di football americano statunitense

### Varianti
- Yared Asmerom, atleta eritreo
- Jerrod Mustaf, cestista statunitense
- Jarred Rome, atleta statunitense
- Jarrod Smith, calciatore neozelandese
- Jarod Stevenson, cestista statunitense
- Jerod Ward, cestista statunitense

## Il nome nelle arti
- Jared è un personaggio della saga di Twilight scritta da Stephenie Meyer.
- Jared è un personaggio della serie televisiva Silicon Valley.
- Jared è un personaggio della serie televisiva Knight Rider 2010.
- Jarod è un personaggio della serie televisiva Jarod il camaleonte.
- Jarod è un personaggio del film del 2006 Another Gay Movie, diretto da Todd Stephens.
- Jarred è un personaggio della serie di romanzi Il magico mondo di Deltora, scritti da Jennifer Rowe.
- Jarrod è un personaggio del film del 2010 Skyline.
- Jarrod Barkley è un personaggio della serie televisiva La grande vallata.
- Jared Grace è un personaggio della serie di romanzi Le cronache di Spiderwick, scritta da Holly Black, e del film del 2008 da essa tratto, Spiderwick - Le cronache, diretto da Mark Waters.
- Jared Kalu è un personaggio della serie televisiva The Good Doctor.
- Jared Markson è un personaggio della soap opera Febbre d'amore.
- Jared Nomak è un personaggio della serie di fumetti Blade.
- Jerrod Pointer è un personaggio del film del 2007 Il nome del mio assassino, diretto da Chris Sivertson.
- Jarod Shadowsong è un personaggio dell'universo di Warcraft.
- Jared Stevens è uno dei personaggi ad aver ricoperto il ruolo di Dottor Fate, personaggio dei fumetti DC Comics.
- Jared Trent è uno dei personaggi (protagonista) del libro "Mai Per Amore" (Fall Away Series) scritto da Penelope Douglas.